# Джовани Дандоло
Вижте пояснителната страница за други личности с името Джовани.
Джовани Дандоло (на италиански: Giovanni Dandolo) е четиридесет и осми дож на Република Венеция от 1280 до 1289 г.
Джовани Дандоло е син на Джилберто Дандоло, адмирал на венецианския флот, изявил се в битката при остров Спецес през 1263 г. Джовани също прави голяма кариера в политиката и е назначен за подест на Болоня и на Падуа. По времето, когато е избран за дож, на 31 март 1280, той е начело на военни части, потушаващи бунт в Истрия.
За разлика от предшественика си, Дандоло се заема енергично с управлението на Венеция. През 1281 г. той сключва в Равена мирен договор с Анкона и едновременно с това подновява войната с Истрия, както и потушаването на бунтовете на остров Крит.
На 31 октомври 1284 г. започва да сече първите златни дукати, парична единица, която става една от най-търсените в Средиземноморието.
Джовани Дандоло умира на 2 ноември 1289 г.

## Семейство
Дандоло е женен за Катерина и има четири деца.